# George Sand
Amandine Aurore Lucile Dupin, Baronne Dudevant (Párizs, 1804. július 1. – Nohant-Vic, 1876. június 8.) írói álnevén George Sand (kiejtése kb. „Zsorzs Szand”, a „d” nem néma) francia írónő, regényíró, dramaturg, újságíró, irodalomkritikus.

## Élete és munkássága

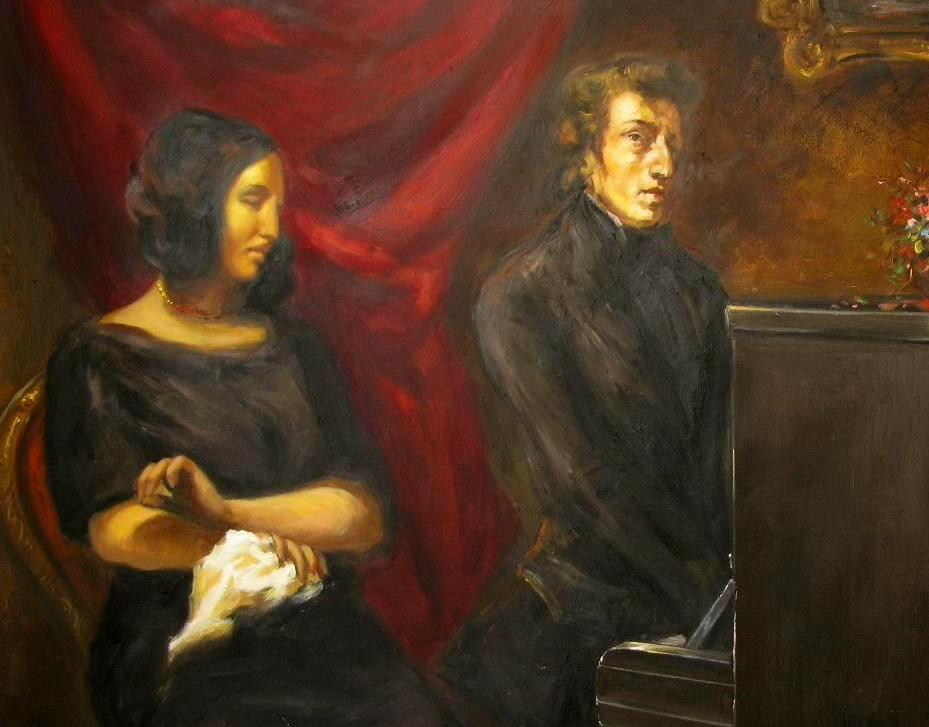
George Sand és Frédéric Chopin (Eugène Delacroix festménye)

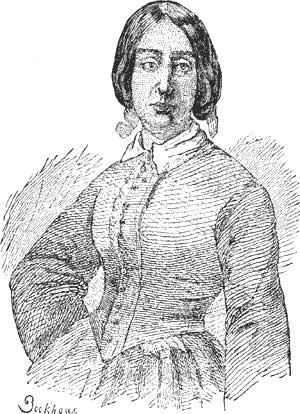
David W. Bartlett rajza George Sandról

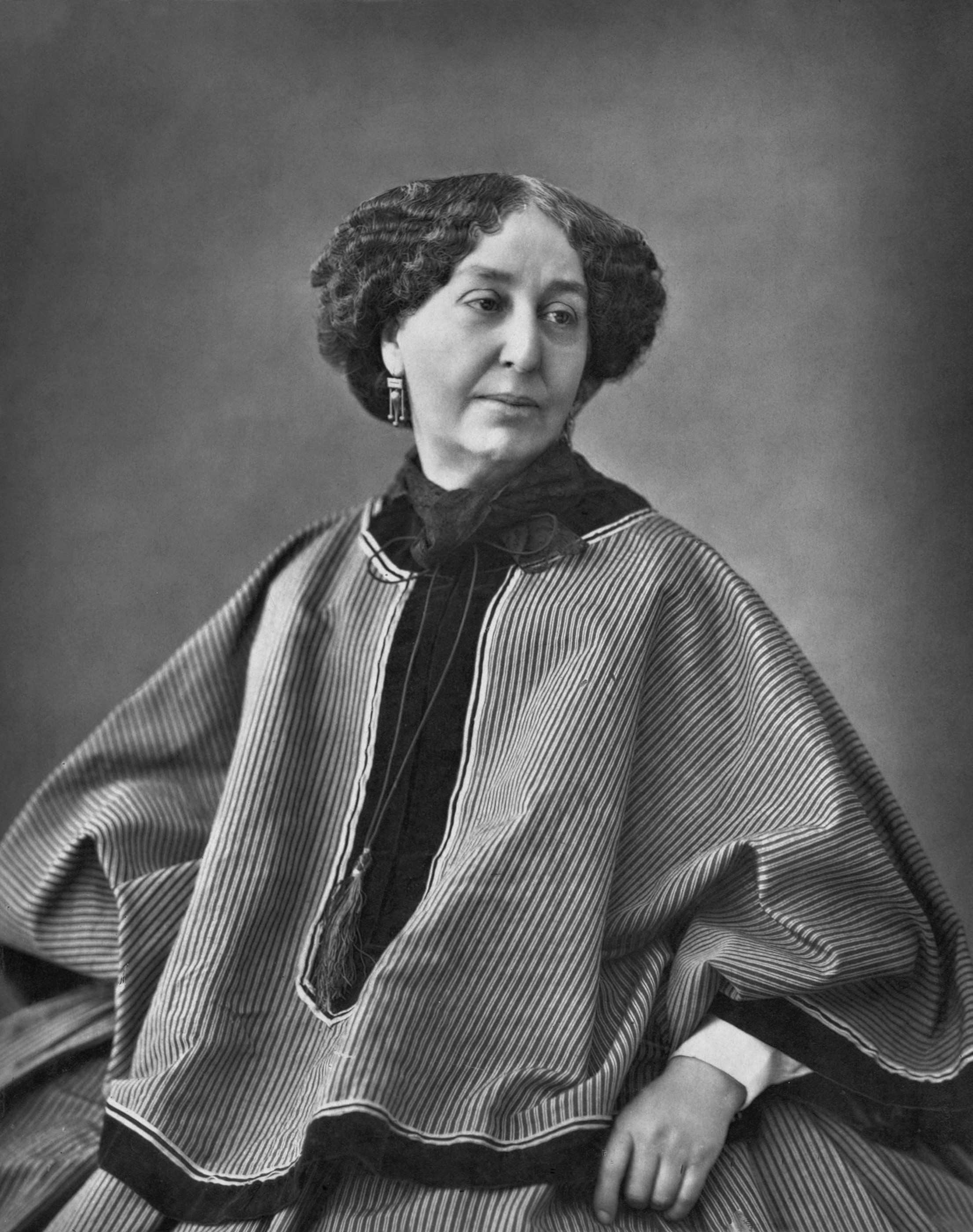
George Sand (Nadar által készített fénykép 1864-ből)

Nohant-ban és Berryben töltötte gyermekkorát. 1817–1820 között egy párizsi kolostorban nevelkedett. 1822-ben Casimir Dudevant báróhoz ment feleségül, és Nohant-ba költözött. A házasság, melyből két gyermek is született, egy Maurice nevű fiú és egy Solange nevű leány, rövid életűnek bizonyult. 1831-ben George Sand férje beleegyezésével, leányával együtt Párizsba költözött. Itt számos íróval ismerkedett meg, többek közt Jules Sandeau-val is, akivel a Rose et Blanche című regényét együtt írta meg. E mű a közös, Jules Sand álnév alatt jelent meg (1832-ben, 5 kötetben), amelyből későbbi álneve keletkezett. Tehetsége különösen Balzac és Gustave Planche hatása alatt, aki a Revue des Deux Mondes hasábjait nyitotta meg neki, gyorsan fejlődött. Egy olaszországi utazása alkalmával megismerkedett Beyle-lel Velencében, Párizsban Alfred de Musset-vel, akivel szoros barátságba került; illetve az egyik legismertebb kapcsolata vele jött létre, de viszonyuk később megromlott, és összetörten váltak el.
Miután Indiana című kitűnő regényével (Párizs 1832, 2 kötet; magyarra fordította Récsi Emil, Olcsó Könyvtár, 1843) önálló utat tört magának, egymás után adta közre regényeit, melyekben olykor tévedések fordulnak elő, s amelyekben a képzelete szabadon csapongott. Leírásai mesterien frissek, stílusa vonzó, élénk. A nők szexuális egyenjogúsításáról való eszméi és rossz anyagi viszonyai miatt 1836-ban elvált férjétől, miután felváltva Nohant-ban és Párizsban élt, ahol Liszt Ferenccel, Marie Dorvallal, Lamennais-vel és az író- és művészvilág több kiváló személyiségével ismerkedett meg. Viszonyra lépett 1837-ben Chopinnel, akivel Mallorcába utazott, s később Párizsban és Nohant-ban együtt is élt. Ez a viszony 1847-ben a Chopin és George Sand fia közt támadt viszály következtében bomlott fel. Az 1848-as események mellett több szenvedélyes hangú nyilatkozatot írt.
Barátságos viszonyban állt III. Napóleonnal. Élete utolsó éveiben is élénk figyelemmel kísérte a napi kérdéseket és a politikai viszonyokat, valamint tartalmas levelezést folytatott Gustave Flaubert-rel.
George Sand 1876. június 8-án halt meg Châteauroux-hoz közeli nohant-i birtokán, 72 éves korában.

## Művei
- Le Voyage en Auvergne (1827, Önéletrajz vázlat)
- Le Compagnon du tour de France (1840)
- La Petite Fadette (1848)
- Le Château des désertes (1850)
- Histoire de ma vie (1855, Önéletrajz)

### Regények
- Rose et Blanche (1831, Jules Sandeau-val)
- Indiana (1832)
- Lélia (1833)
- Andréa (1833)
- Mattéa (1833)
- Jacques (1833)
- Kourroglou / Épopée Persane (1833)
- Leone Leoni (1833)
- Simon (1835)
- Mauprat (1837)
- Les Maîtres mosaïtes (1837)
- l'Orco (1838)
- l'Uscoque (1838)
- Un Hiver â Majorque (1839)
- Pauline (1839)
- Horace (1840)
- Consuelo (1842)
- La Comtesse de Rudolstadt (1843, a Consuelo folytatása)
- Jeanne (1844)
- Teverino (1845)
- Le Pêché de Monsieur Antoine (1845)
- Le Meunier d'Angibault (1845)
- La Mare au diable (1846)
- Lucrezia Floriani (1846)
- François le Champi (1847)
- Les Maîtres Sonneurs (1853)
- La Daniella (1857)
- Elle et Lui (1859)
- Jean de la Roche (1859)
- L'Homme de neige (1859)
- La Ville noire (1860)
- Marquis de Villemer (1860)
- Mademoiselle la quintinie (1863)
- Laura : Voyage dans le cristal (1864)
- Le Dernier Amour (1866, Flaubert-nek ajánlva)

### Színdarabok
- Gabriel (1839)
- François Le Champi (1849)
- Claudie (1851)
- Le Mariage de Victorine (1851)
- Le Pressoir (1853, Play)
- Az Ahogy tetszik francia adaptációja (1856)
- Le Marquis de Villemer (1864)
- L'Autre (1870, Sarah Bernhardt-dal)

## Magyarul

### 1849-ig

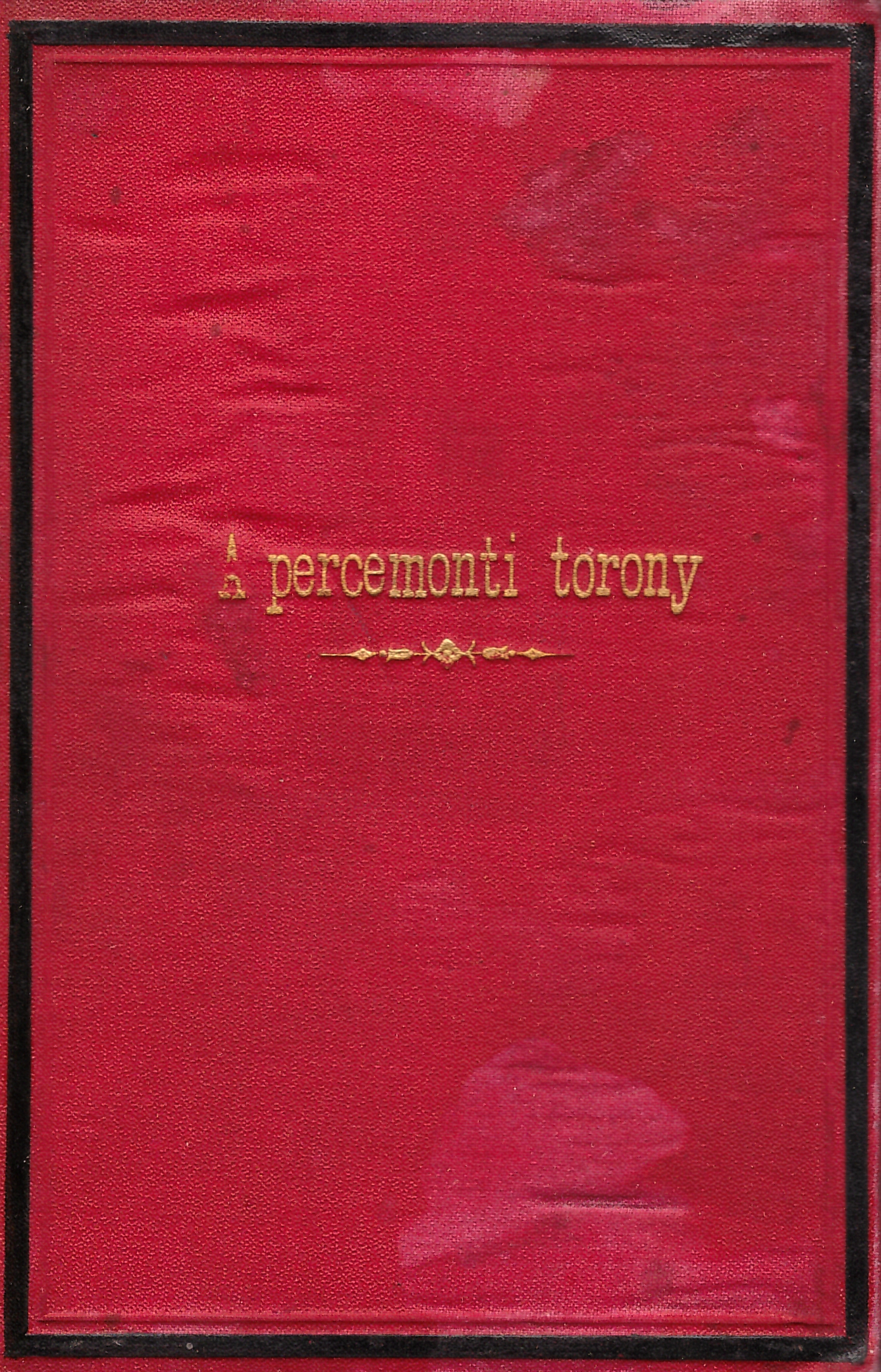
A percemont-i torony 1885-ös kiadása

- György Sand: Lélia. Regény, 1–2.; ford. Récsi Emil; kir. Lyceum betűivel, Kolozsvár, 1842
- Sand György: Indiána; ford. Récsi Emil; Barráné–Stein, Kolozsvár, 1843
- György Sand: Metella / Leone Leoni; ford. Bíró Miklós; Lyceum Ny., Kolozsvár, 1844 (Franczia regénycsarnok)

### 1850–1876
- György Sand: Mont-Revéche. Regény; francziából fordítva; Récsi, Pest, 1853 (Regénycsarnok)
- Sand György: A tücsök. Népregény a falusi életből; ford. Fekete Soma; Wodianer, Pest, 1857 (Legújabb külföldi regénycsarnok)
- Egy szegény leány története; ford. Ács Antal; Hartleben, Pest, 1861
- Sand György: Antónia. Regény; ford. Greguss Ágost; Kisfaludy Társaság, Pest, 1863
- A tudós neje, 1–2.; ford. Toldy István; Emich, Pest, 1863
- A hó-ember. Regény, 1–3.; ford. Szász Gyula; Lauffer, Pest, 1864
- A pokolgép. Regény; ford. Aranka, Kertész Ny., Pest, 1865
- Consuelo, 1–3.; ford. Zomorfalvi; Franklin, Bp., 1875 (Világirodalom gyöngyei)
- Flamarande, 1–2.; Athenaeum, Bp., 1875
- Sand György: Jenny húgom. Regény; ford. Júlia [Szász Julianna]; Stein, Kolozsvár, 1875
- Sand György: Mariánna. Elbeszélés; ford. Júlia [Szász Julianna]; Stein, Kolozsvár, 1876
- A percemonti várkastély. Regény; ford. Júlia [Szász Julianna]; Stein, Kolozsvár, 1876
- A kis Grisette. Regény; ford. Csukássi Józsefné; Athenaeum, Bp., 1876

### 1877–1919
- Sand György: Césarine. Regény, 1–2.; ford. Rózsaági Antal; Maurer, Kassa, 1877
- Sand György: Az ördög-mocsár. Beszély; ford. Csukássi József; Franklin, Bp., 1877 (Olcsó könyvtár)
- Sand György: Leoni Leó. Beszély; ford. Visi Imre; Franklin, Bp., 1878 (Olcsó könyvtár)
- Sand György: A percemonti torony. Regény; ford. Zichy Camilla; Athenaeum, Bp., 1885
- Sand György: A hóember; ifjúsági átdolg. De Gerando Antonina; Légrády, Bp., 1887
- Sand György: Saint-Julien gróf. Regény; ford. Kövér Ilma; Király, Bp., 1889
- Sand György: Indiána; ford. Récsi Emil, átdolg. Haraszti Gyula; Franklin, Bp., 1890 (Olcsó könyvtár)
- Leoni Leo. Regény; ford. Kéméndyné Novelly Riza; Singer-Wolfner, Bp., 1917 (Milliók könyve)

### 1920–1944
- A megszelídült farkas. Regény; ford Havas József; Dante, Bp., 192? (Halhatatlan könyvek)
- Ők ketten; ford. Komor Zoltán; Világirodalom, Bp., 1921 (Világirodalom könyvtár)
- Jacques; ford. Győri Károly; Világirodalom, Bp., 1922 (Világirodalom könyvtár)
- George Sand vallomásai; ford. Pogány Elza; Hajnal, Bp., 1923
- Az ördögmocsár. Regény; Hellas, Bp., 1928 (Érdekes regények)
- A senkigyereke. Regény; ford. Szentmihályi Lajos; Színes Regénytár Kiadóvállalat, Bp., 1929 (Szines regénytár)
- A kis párizsi leány; ford. Gara Mihály; Színes Regénytár Kiadóvállalat, Bp., 1929 (Szines regénytár)
- A kis Fadette. Regény; átdolg. Dániel Anna; Singer-Wolfner, Bp., 1929 (Százszorszép könyvek)
- A tudós lány. Regény; Színes Regénytár Kiadóvállalat, Bp., 1929 (Színes regénytár)
- Egy ódon vár története. Regény; ford. Szegedy Ila; Tolnai, Bp., 1930 (Tolnai regénytára)
- Félúton, háztűznézőben...; ford. Vadász Lajos; Soóky, Bp., 1942
- Asszonyi győzelem; Aurora, Bp., 1943

### 1945–
- Mauprat. Regény; ford., jegyz. Szávai Nándor, bev. Gyergyai Albert; Új Magyar Kiadó, Bp., 1955 (A világirodalom klasszikusai)
- A talált gyerek; ford. Eckhardt Ilona; Európa, Bp., 1965
- Consuelo; ford. Szávai Nándor; Európa, Bp., 1967
- Rudolstadt grófné; ford. Szávai Nándor; Európa, Bp., 1971
- A kis Fadette. Regény; ford. Dániel Anna; Móra, Bp., 1988
- Mese a jólelkű Fridolinról; eredeti mese alapján Maria Luise Völter, ford. Balla Katalin; Ciceró, Bp., 1995
- Életem története. Naplók, levelek, emlékiratok; ford. Kovács Ilona; Magyar Könyvklub, Bp., 2000

## Megjelenése fikciós alkotásokban
- Ken Russell angol rendező 1975-ös Lisztománia című szabados szemléletű botrányfilmjében az írónőt Imogen Claire színész–koreográfusnő alakította.